# Eduardo Borges
Eduardo Mello Borges souvent appelé Eduardo ou Edu, né le 14 octobre 1986, est un joueur international de futsal. D'origine brésilienne, il est naturalisé azéri dont il joue pour l'équipe nationale.
Edu commence le futsal en 2003. Après un début de carrière au Brésil, il passe un an en Géorgie où il remporte le titre national. Il rejoint ensuite l'Azerbaïdjan, où il évolue dans le club d'Araz Nakhitchevan avec qui il remporte tous les titres nationaux et joue la Coupe de l'UEFA. En 2018, Edu rejoint le club français d'ACCES. Finaliste du championnat de France la première saison, l'équipe est en tête à l'arrêt du championnat 2019-2020 à cause du Covid-19. Il rejoint alors le champion de Belgique, le FSP Halle-Gooik.
Avec l'équipe d'Azerbaïdjan, Edu dispute les Championnats d'Europe 2014, 2016 et 2018 ainsi que la Coupe du Monde 2016.

## Biographie

### En club
Eduardo Mello Borges commence le futsal en 2003. Après un début de carrière au Brésil, il passe un an en Géorgie où il remporte le titre national.
Il rejoint ensuite l'Azerbaïdjan, où il évolue dans le club d'Araz Nakhitchevan avec qui il remporte tous les titres nationaux et joue la Coupe de l'UEFA.
En 2018, Edu rejoint le club français d'ACCES. Finaliste du championnat de France la première saison, l'équipe est en tête à l'arrêt du championnat 2019-2020 à cause du Covid-19 et ne se voit pas attribuer le titre.
Pour la saison 2020-2021, Edu rejoint le champion de Belgique, le FSP Halle-Gooik.

### En équipe nationale
Avec l'équipe d'Azerbaïdjan, Edu dispute les Championnats d'Europe 2014, 2016 et 2018 ainsi que la Coupe du Monde 2016.
En avril 2017, contre la sélection de Bosnie-Herzégovine dans le cadre du tour principal de l'Euro 2018, Edu marque un but (5-3). Qualifié pour la phase finale, Edu termine co-troisième meilleur passeur de la compétition, aux côtés de cinq autres joueurs, avec trois passes décisives.

## Palmarès
- Championnat de Géorgie (1)
  - Champion : 2011

- Championnat d’Azerbaïdjan (6)
  - Champion : 2012, 2013, 2014, 2015, 2016 et 2017